# Pobiti Kamani

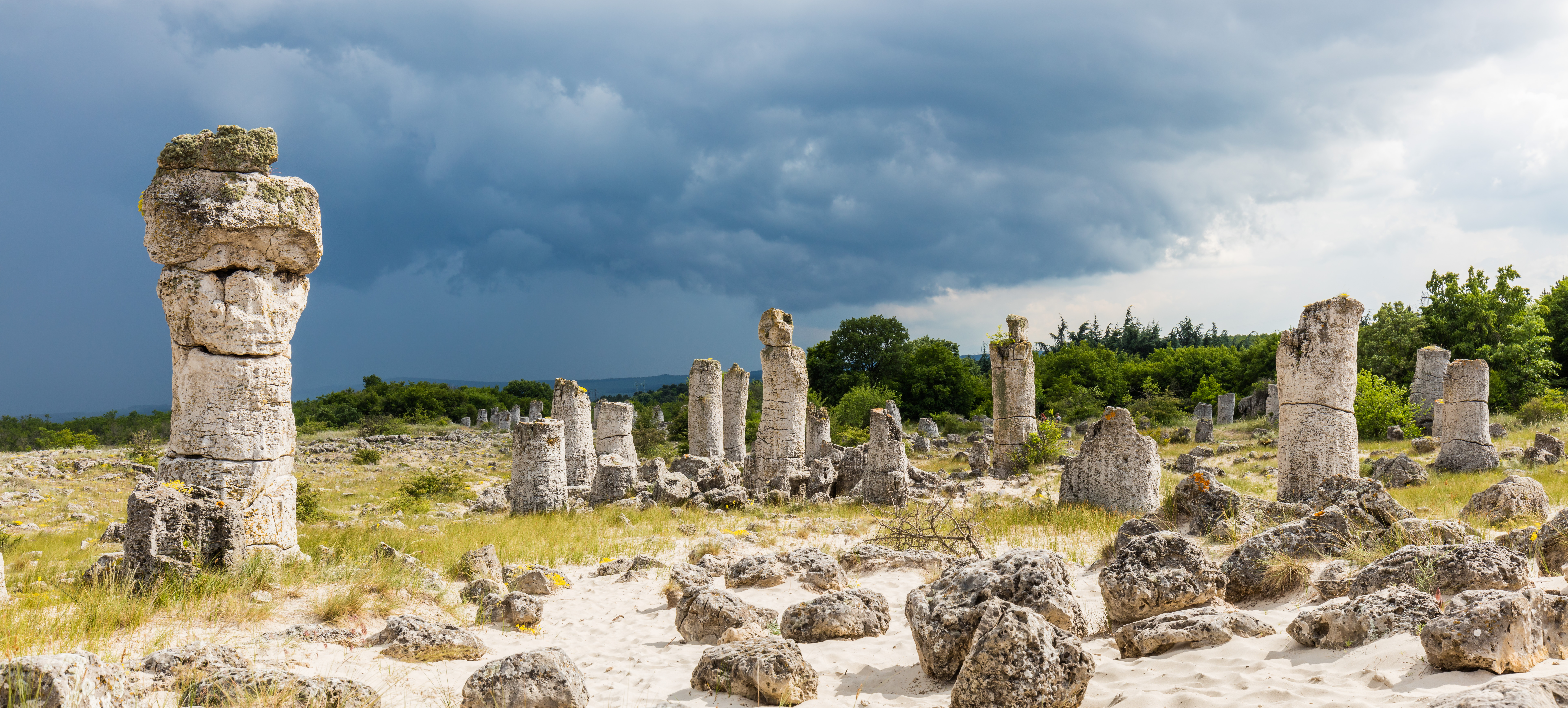
Pobiti Kamani.

Pobiti Kamani (en búlgaro: Побити камъни, 'Bosque de piedra') es un conjunto de formaciones rocosas situadas en la provincia de Varna (Bulgaria). En 1937 fue declarado monumento natural.
En 2011 este lugar fue inscrito en la Lista Indicativa de Bulgaria como paso previo para ser considerado como Patrimonio de la Humanidad por la UNESCO. También fue entre 1966-1989 uno de los 100 sitios turísticos nacionales.

Pobiti Kamani ('piedras surgentes' o 'bosque fósil') son columnas calcáreas formadas por fuerzas naturales. Existen a una escala asombrosa. El Monumento está compuesto por grupos de piedra cada vez más grandes distribuidos en un cinturón de unos 8 km de largo con dirección S-N en la región de Varna, a lo largo de la costa septentrional búlgara del mar Negro. Las columnas de piedra varían en tamaño: hasta 10 m de altura y un diámetro de 2 m, rara vez hasta 6 m. Algunas de ellas son macizas, aunque otras están huecas. El material calcáreo es arenisca gris pálido con contenido de carbonatos. Algunas de las columnas han sido erosionadas por el viento y el agua en formas fantásticas. El ambiente desértico que rodea las columnas tiene una flora y fauna específicas.
 Descripción en la UNESCO

## Descripción
El conjunto comprende una serie de grupos de formaciones de piedra natural que abarcan una superficie de 70 km². Estas formaciones son columnas de diferentes alturas pudiendo llegar hasta los 5 y 7 metros y con un espesor de entre 0.3 y 3 metros.
Hay bastantes teorías que intentan explicar el origen del fenómeno, pudiendo agruparse en dos: las de un origen órganico o las del origen mineral. Según las primeras, las formaciones serían el resultado de la actividad del coral, mientras que las segundas explican el fenómeno por la erosión de las rocas prismáticas, la formación de la arena y las concreciones de piedra caliza
Basándose en observaciones de campo y el estudio petrográfico y geoquímica de isótopos estables, hay evidencias de que esas estructuras representan un excepcional ejemplo de sistema de filtración de paleohidrocarburos (los cementos de calcita baja en magnesio presentan una muy baja proporción del isótopo pesado del carbono 13C). La dinámica de la reconstrucción del origen de las mismas, los procesos de migración de los fluidos y la posible interferencia microbiana en el proceso de precipitación del carbonato fueron estudiados por investigadores de la Universidad Católica de Lovaina (Eva De Boever, estudiante de doctorado KULeuven, Lovaina, Bélgica) , en colaboración con investigadores del Instituto de Oceanología (Lyubomir Dimitrov, Varna, Bulgaria), RCMG (Universidad de Gante, Bélgica), el Laboratorio de Geobiología, de la Universidad de Goettingen (Volker Thiel, Goettingen, Alemania) y la Universidad de Bolonia (Barbara Cavalazzi, Bolonia, Italia).

## Galería

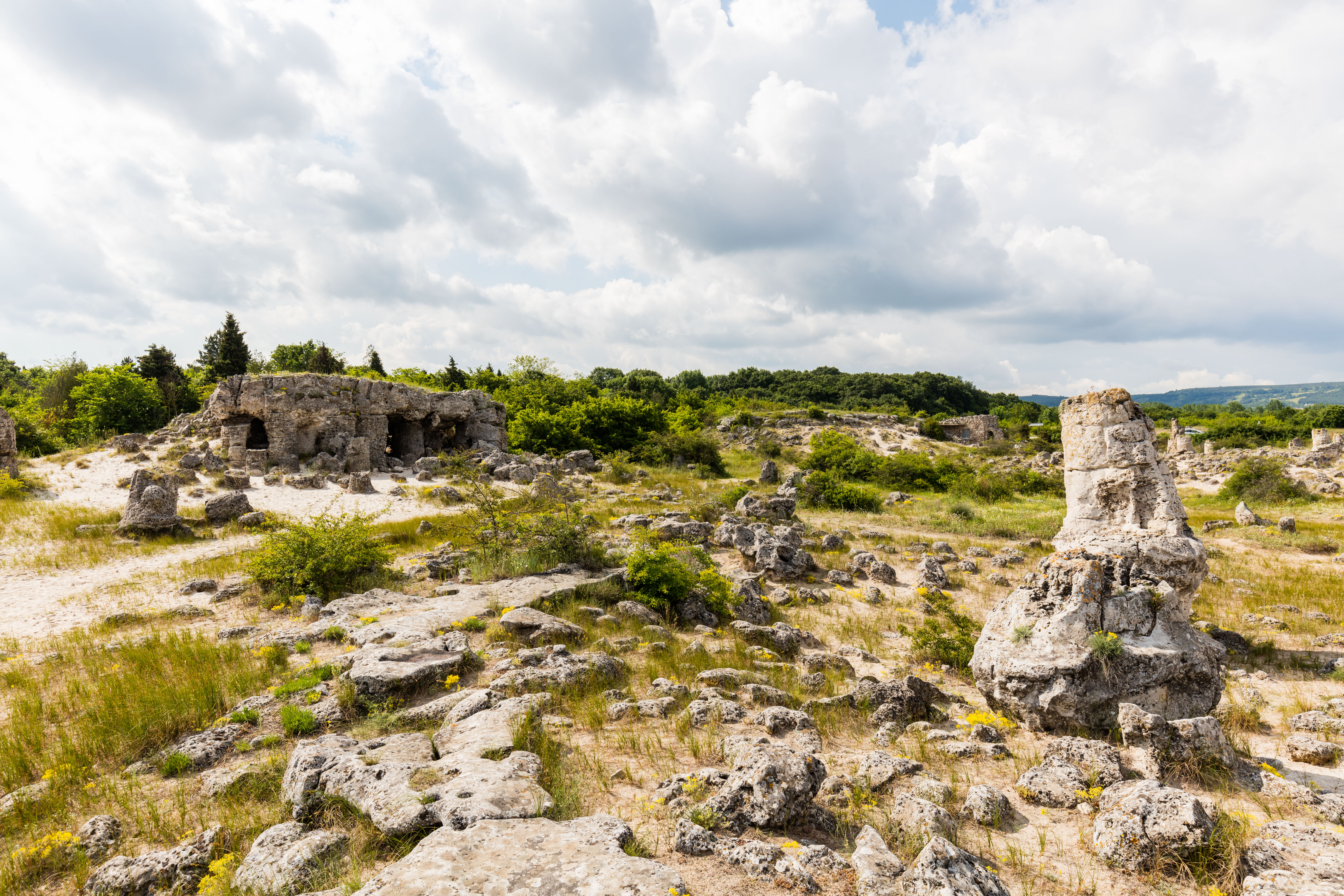
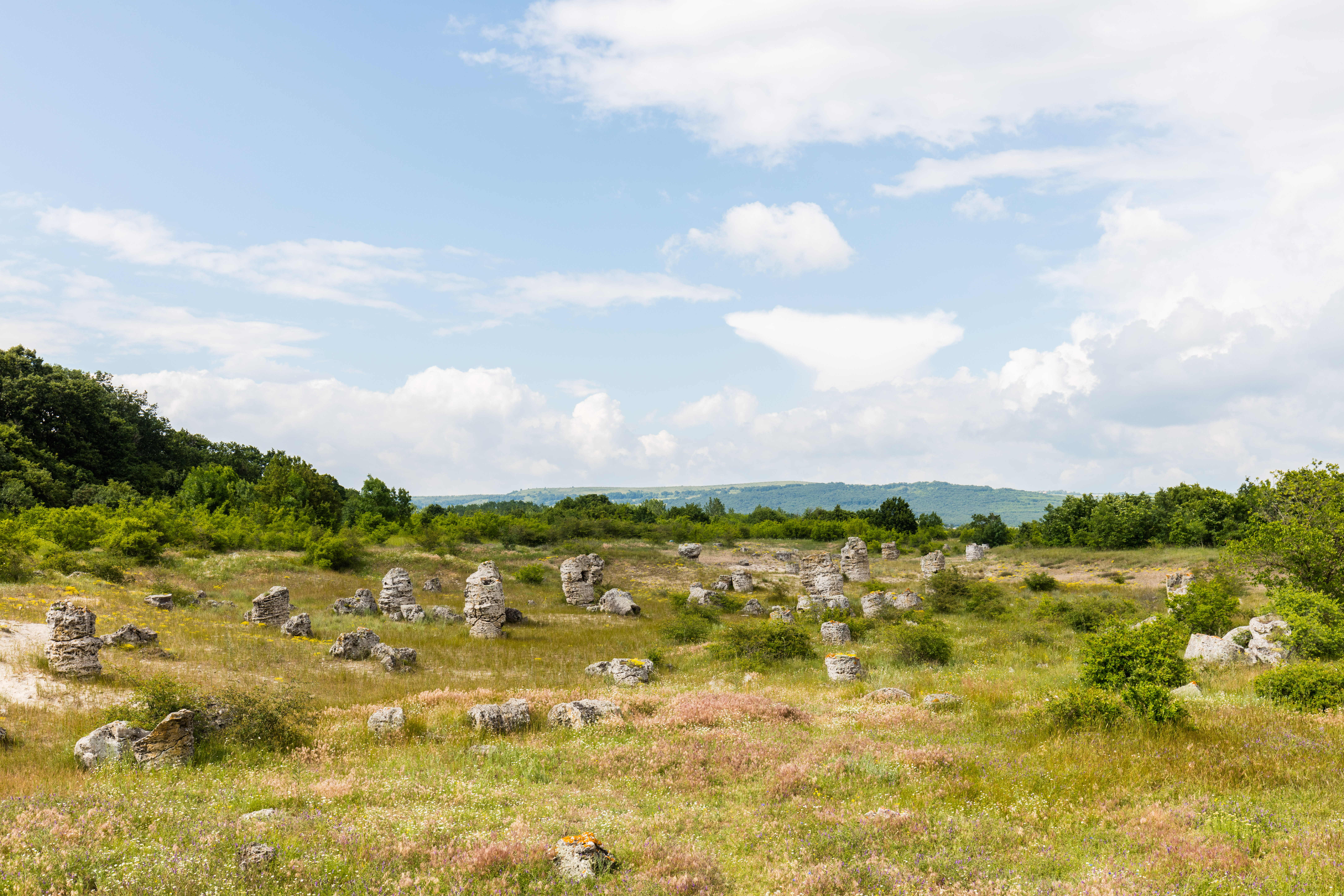
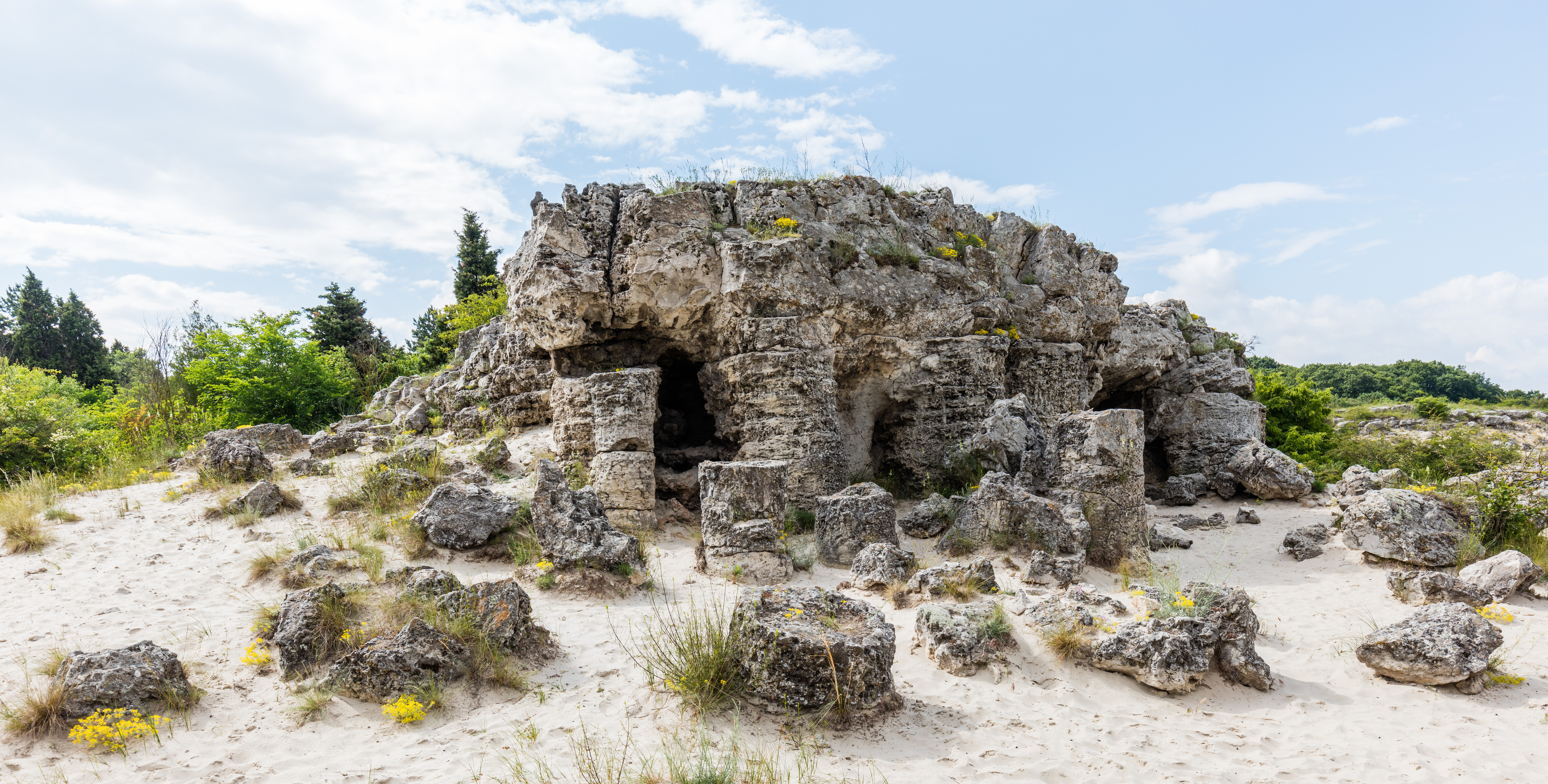
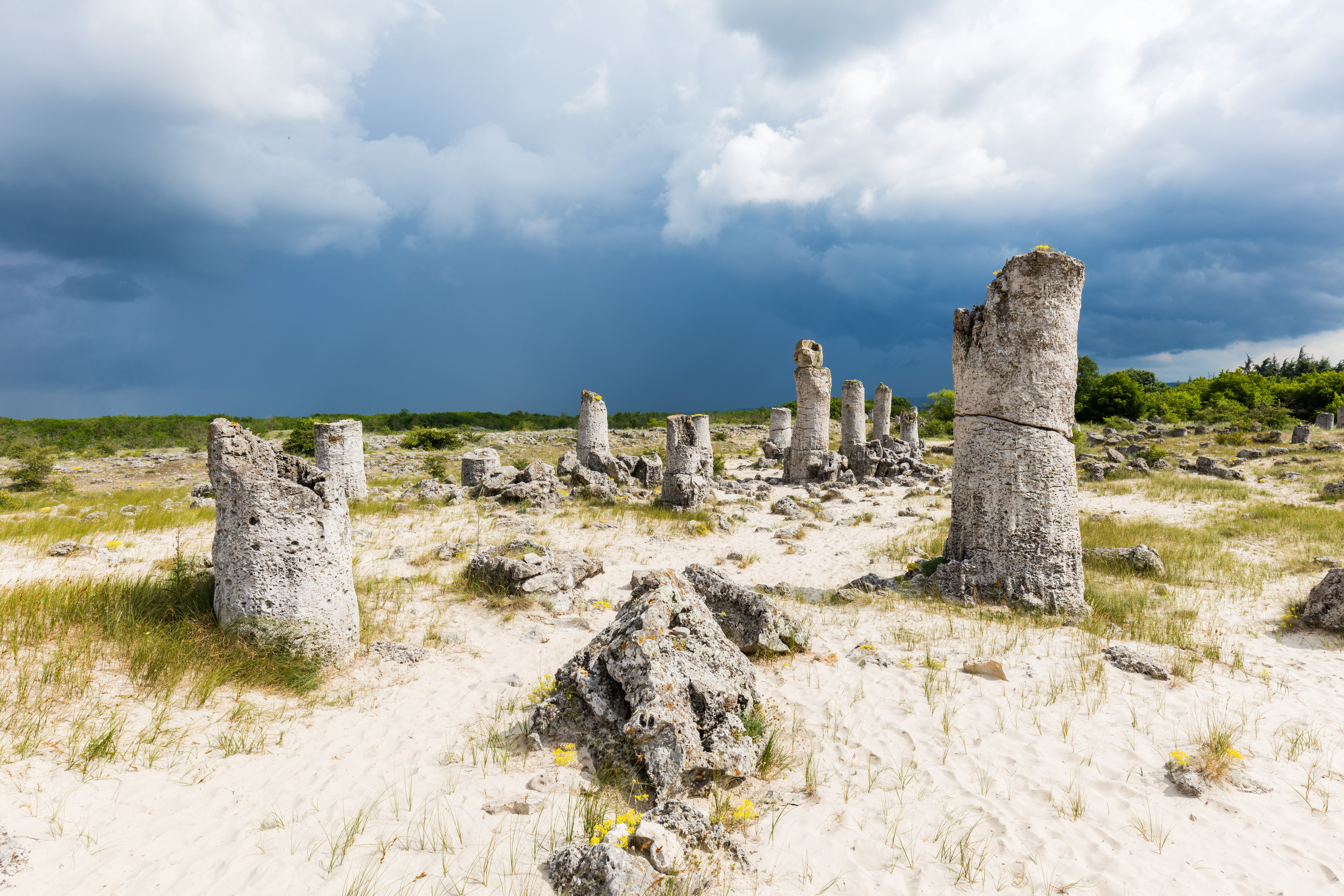
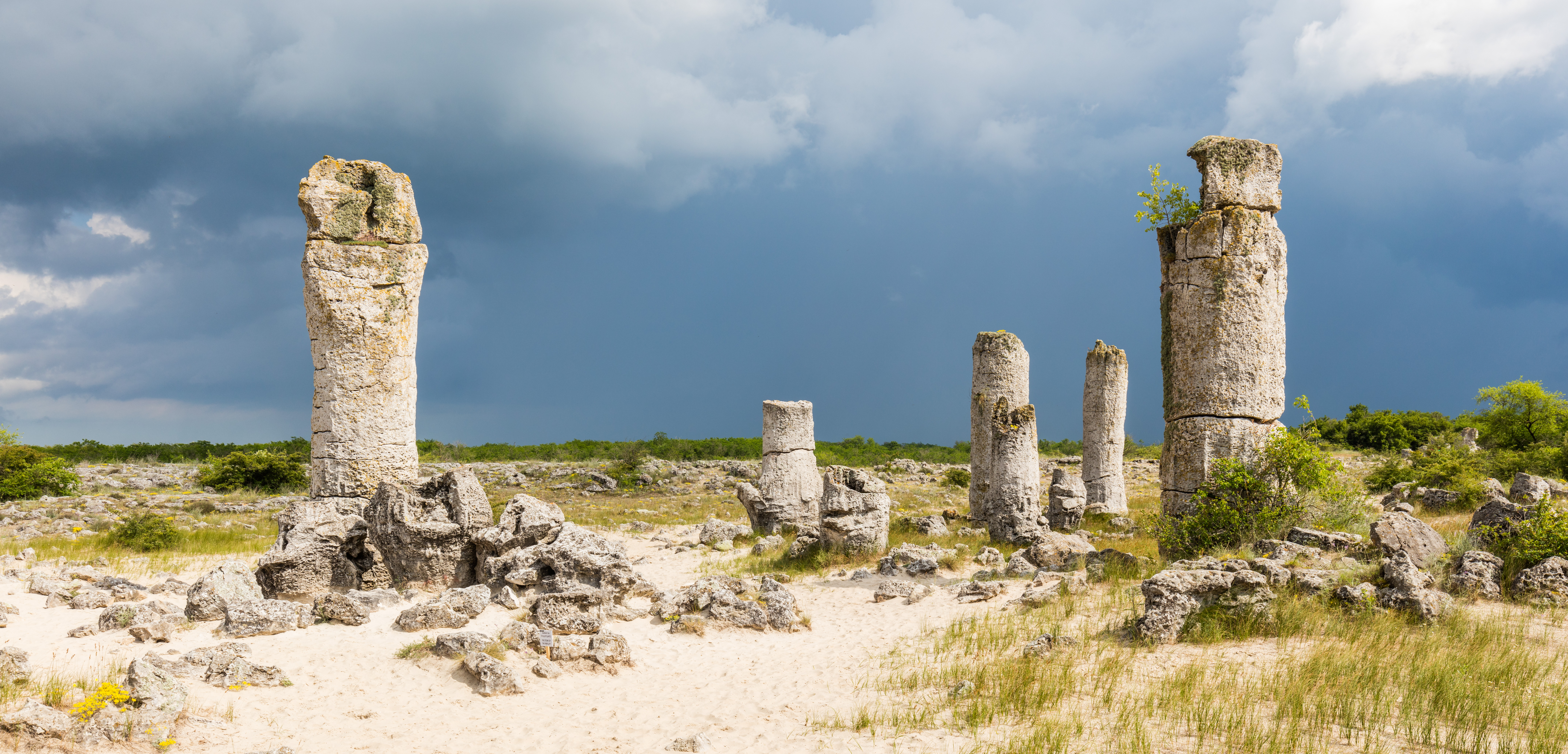
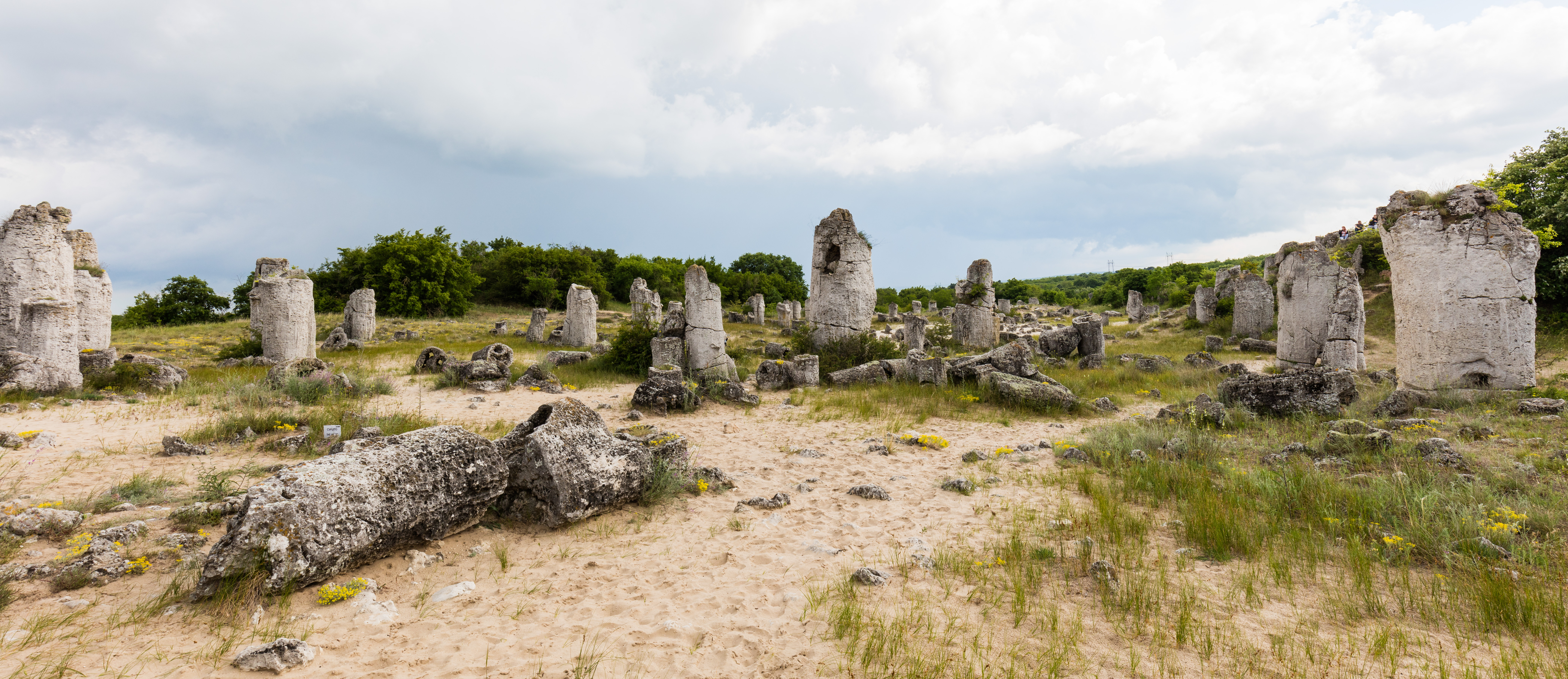